# Simona Gay
Simona Gay o Simona Pons i Trainier (Ille-sur-Têt, 18 de enero de 1898 - 26 de marzo de 1969) fue una poetisa y acuarelista francesa y la primera mujer que escribió en catalán en el siglo XX en Rosellón.
Fue una figura importante en la recuperación del folkore de Rossellón. Es autora de Aigües vives (1932), Lluita amb l'àngel (1938) y La gerra al sol (1965).

## Biografía
Simona Pons fue la cuarta hija del médico Simó Pons y de Antoinette Trainier. Su hermano fue el poeta Josep Sebastià Pons. "Fueron hermanos de sangre y poesía, como escribió Carles Riba. Ambos bebieron de los paisajes de su villa natal, Ille-sur-Têt: el Riberal, las fuentes, las plazas... Compartieron, en la vida y la obra poética, lugares familiares, como Sant Pere del Bosc, Sant Miquel de Llotes, les Corberes, Sant Julià, Casanoves, el Bulès o la vista espléndida del Canigó. No encontramos ni descripciones del "norte" ni del París del Barrio Latino, donde Simona Gay vivió unos años. Junto con los paisajes de su tierra naturales describe otros sitios donde, circunstancialmente, permaneció un tiempo: Gerona, Andorra, Valle de Arán, Font-Romeu, etc. Con los años, el paisaje descrito por Simona Gay no será solamente aquel referido a su estado de ánimo, sino que consolidará una dimensión vinculada al entorno familiar, ya que se convertirá en el símbolo del recuerdo de sus antepasados, la "ceniza viva" de los recuerdos. Tras la muerte de su hermano, la descripción y evocación de los paisajes comunes se intensificarán, identificado la desaparición del ser amado y la transformación de la tierra y los paisajes que parecían eternos a inicios de los años sesenta, que la poeta presiente como una desaparición definitiva que no podrá revivir nunca más.
Cursó sus estudios en francés, a la escuela del pueblo, y más adelante a las benedictinas de Portbou. Joven, se casó con un primo, León Gay, y ambos vivieron en diversas ciudades francesas (Pontoise, Reims, Versalles) hasta que se instalaron en París.
Su etapa como escritora comienza pronto, en 1926, con la colaboración en revistas locales y con la participación, el año 1927, en los Juegos Florales de Perpiñán, donde obtiene sus primeras distinciones e hizo amistad con el poeta Gumersind Gomila. El escritor y crítico Tomàs Garcés i Miravet la dio a conocer como poetisa, y el poeta Josep Bonafont (de pseudónimo El pastorellet de la Vall d'Arles) publicó sus versos a finales de la década de 1920 en la Revue Littéraire et Historique du Diocèse de Perpignan y, en 1932, publicó su primer poemario, Aigües vives, con el prólogo de su amigo el poeta Tomàs Garcès. En 1935, ganó el premios de los Juegos Florales de Tolosa con el poema Aigua y sol, que posteriormente incluyó en el poemario Lluita amb l'àngel
De 1934 en adelante, comenzó una tarea de recuperación de las tradiciones rosellonesas (basándose en documentos varios, registros y fotografías) que ha permanecido práctica en su totalidad inédito hasta comienzos del siglo XX. Colaboró con La Revista, Clarisse, La Nau y, entre 1956 y 1965, con La Tramontane. Murió en su villa natal.

## Obras
- Aigües vives = Eaux vives, París: Occitania, 1932, prólogo de Tomàs Garcés.
- Lluita amb l'àngel = Lutte avac l'ange, Paris: Noël, 1938.
- La gerra al sol: poemes, Barcelona: Barcino, 1965, prólogo de Marià Manent.
- Obra poètica, Barcelona: Columna, 1992, edición de Miquela Valls.